# Ion Dragoumis
Ion Dragoumis (în greacă Ίων Δραγούμης; n. 2/14 septembrie 1878, Atena, Regatul Greciei – d. 31 iulie/13 august 1920, Atena, Regatul Greciei) a fost un diplomat, filozof, scriitor și revoluționar grec.

## Biografie
S-a născut la Vogatsiko, în familia lui Stephanos Dragoumis care a fost ministru de externe în guvernul lui Charilaos Trikoupis. Familia sa era originară din orașul Vogatsiko din prefectura Kastoria. Stră-străbunicul lui Ion, Markos Dragoumis (1770-1854), a fost membru al organizației revoluținare Filiki Eteria.
Ion Dragoumis a studiat dreptul la Universitatea din Atena și, în 1899, a fost inclus în corpul diplomatic al Ministerului de Externe al Greciei. În 1897 s-a înrolat în Armata Greacă și a luptat în Războiul Greco-Turc din 1897.
În 1902 Dragoumis a fost numit viceconsul la consulatul grec din Monastir (azi Bitola). În 1903 a devenit șef al consulatului grec de la Serres și a îndeplinit mai târziu misiuni diplomatice la Plovdiv, Burgas, Alexandria și Alexandroupolis. În 1907 a fost repartizat la ambasada din Constantinopol.
În 1905, în timp ce îndeplinea misiunea de viceconsul al Greciei la Alexandria, Dragoumis a întâlnit-o și a început o relație de dragoste cu scriitoarea Penelope Delta, care era căsătorită cu omul de afaceri Stephanos Deltas. Din respect pentru soțul și copiii ei, Dragoumis și Delta au decis în cele din urmă să se despartă, dar au continuat să corespondeze cu pasiune până în 1912, când Dragoumis a început o relație cu celebra actriță Marika Kotopouli.
Dragoumis a avut un rol important în Lupta de eliberare a Macedoniei. În Macedonia a fost fondată o nouă organizație Filiki Eteria, sub conducerea lui Anastasios Picheon de la Ohrida, în timp ce la Atena a fost organizat în 1904 un Comitet Macedonean, la inițiativa tatălui lui Dragoumis, Stephanos Dragoumis.
În 1907, el a publicat cartea Martyron kai Iroon Aima (Sângele eroilor și martirilor), în care și-a prezentat opiniile cu privire la situația din Macedonia și la măsurile pe care guvernul grec trebuia să le adopte pentru a apăra în mod corespunzător populația greacă de acolo. În această perioadă, el a cochetat, de asemenea, cu ideea unui imperiu greco-otoman, crezând că grecii, ce dețineau deja controlul asupra comerțului și finanțelor, ar putea obține puterea politică într-un astfel de aranjament.
În 1909 a izbucnit Revolta din Goudi și tatăl său, Stephanos Dragoumis, a devenit prim-ministru al Greciei. Cu toate acestea, forța conducătoare din spatele noului prim-ministru a fost Eleftherios Venizelos. Când a izbucnit Primul Război Balcanic, Dragoumis a călătorit la Salonic ca aghiotant al prințului moștenitor (ulterior rege) Constantin.
În 1915 a demisionat din corpul diplomatic; a intrat în politica greacă ca independent și a fost ales în Parlamentul Greciei ca reprezentant al Prefecturii Florina.
Pe 30 iulie 1920 a avut loc o încercare de asasinare a lui Venizelos în Gare de Lyon din Paris. A doua zi, la 31 iulie, Dragoumis a fost oprit de Pavlos Gyparis, șeful Batalioanelor Siguranței Democratice Venizeliste (Δημοκρατικά Τάγματα Ασφαλείας), și executat ca o formă de răzbunare.
Deși relația ei cu el s-a încheiat cu mulți ani înainte, Penelope Delta l-a jelit profund pe Dragoumis și după ce a fost ucis nu a mai purtat decât haine negre până la propria moarte, ce a avut loc două decenii mai târziu. La sfârșitul anilor 1930, ea a primit arhivele și jurnalele lui Dragoumis, ce i-au fost încredințate ei de către Filip, fratele fostului ei iubit. Ea a reușit să dicteze 1000 de pagini de comentarii manuscrise la scrierile lui Dragoumis, înainte de a decide să-și ia viața în 1941.
În 1986, jurnalistul Freddy Germanos (1934-1999) a scris romanul I Ektelesi (Execuția) despre Ion Dragoumis.